# Vladyslav Buchov
Vladyslav Buchov, född 5 juli 2002, är en ukrainsk simmare.

## Karriär
I augusti 2019 tog Buchov guld i junior-VM på 50 meter frisim. I februari 2024 vid VM i Doha tog han guld på 50 meter frisim. Vid EM 2024 i Belgrad tog Buchov brons på 50 meter frisim.